# IAP-Messmast Peking

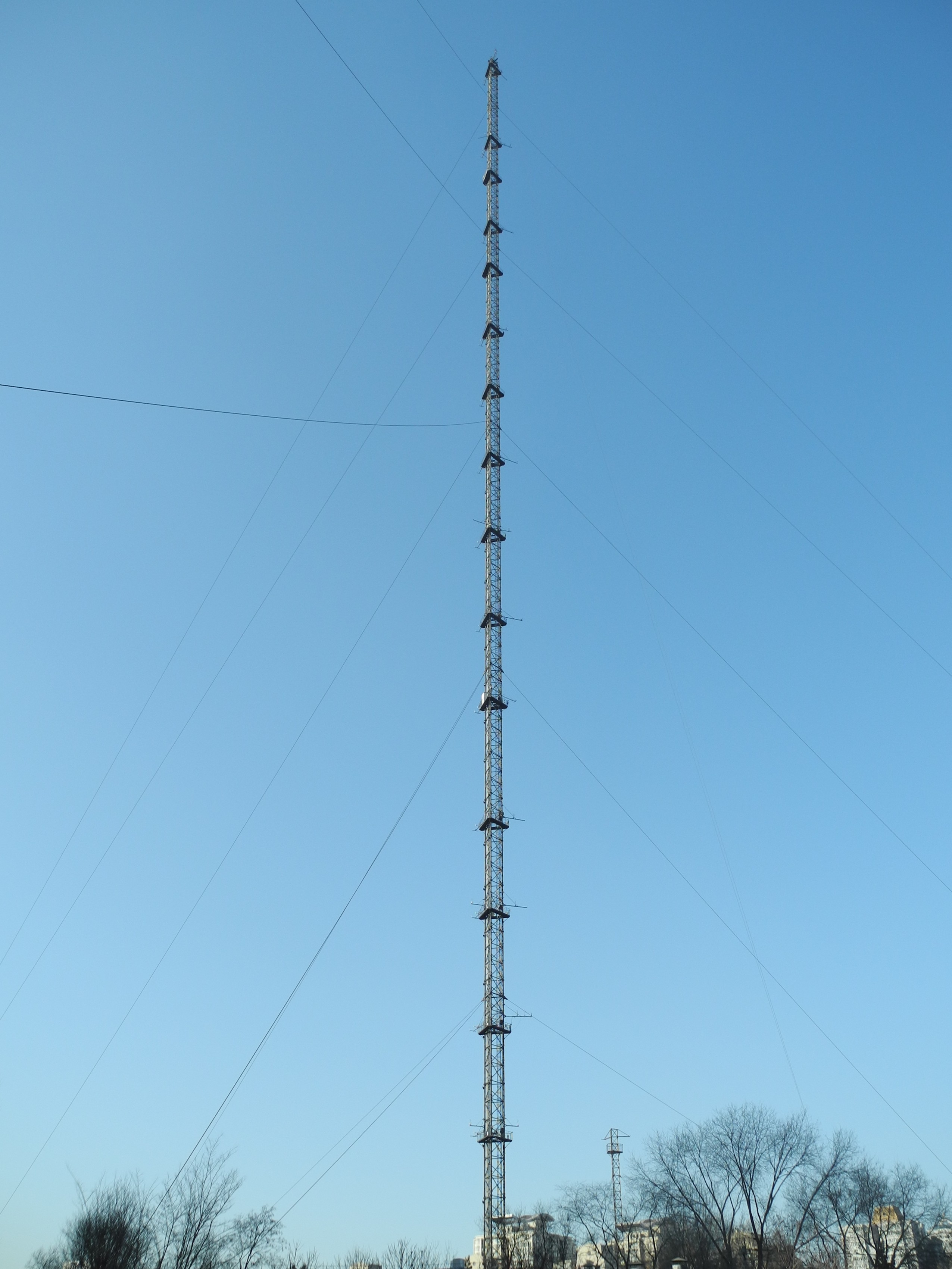
Der IAP-Messmast in Peking

Der Messmast des Instituts für Atmosphärenphysik (kurz: IAP-Messmast) der Chinesischen Akademie der Wissenschaften ist ein im August 1979 errichteter, 325 Meter hoher meteorologischer Messmast in Peking, China. Er ist einer der höchsten meteorologischen Messmasten der Welt und dürfte zum Zeitpunkt seiner Fertigstellung das höchste Bauwerk in China gewesen sein.
Der IAP-Messmast Peking trägt in 280 Meter Höhe auch eine Webcam.